# Arachnodes morati
Arachnodes morati är en skalbaggsart som beskrevs av Renaud Maurice Adrien Paulian 1975. Arachnodes morati ingår i släktet Arachnodes och familjen bladhorningar. Inga underarter finns listade.